# Cercicladia
Cercicladia is een geslacht van sponsdieren uit de klasse van de Demospongiae (gewone sponzen).

## Soort
- Cercicladia australis Rios, Kelly & Vacelet, 2011